# Gornja Jelenska
Gornja Jelenska falu Horvátországban, Sziszek-Monoszló megyében. Közigazgatásilag Popovača községhez tartozik.

## Fekvése
Sziszek városától légvonalban 28, közúton 31 km-re északkeletre, községközpontjától 6 km-re északkeletre a Monoszlói-hegység délnyugati völgyében fekszik.

## Története
Területe már középkorban lakott volt. A közelében állt Szarvaskő vára, melyet a 13. században építettek. A Csuporok, majd az Erdődyek birtoka volt. 1545-ben elfoglalta a török és csak a század végén szabadult fel. Az 1773-ban az első katonai felmérés térképén „Dorf Gorni Jelenska” néven szerepel. A 19. század elején rövid ideig francia uralom alá került, majd ismét a Habsburg Birodalom része lett. A településnek 1857-ben 565, 1910-ben 957 lakosa volt. Belovár-Kőrös vármegye Krizsi, majd Kutenyai járásához tartozott. 1918-ban az új szerb-horvát-szlovén állam, majd később Jugoszlávia része lett. A második világháború idején a Független Horvát Állam része volt. A háború után a béke időszaka köszöntött a településre, enyhült a szegénység és sok ember talált munkát a közeli városokban. 1991. június 25-én a független Horvátország része lett. A településnek 2011-ben 757 lakosa volt.

## Népesség
| Lakosság változása | Lakosság változása | Lakosság változása | Lakosság változása | Lakosság változása | Lakosság változása | Lakosság változása | Lakosság változása | Lakosság változása | Lakosság változása | Lakosság változása | Lakosság változása | Lakosság változása | Lakosság változása | Lakosság változása | Lakosság változása |
| ------------------ | ------------------ | ------------------ | ------------------ | ------------------ | ------------------ | ------------------ | ------------------ | ------------------ | ------------------ | ------------------ | ------------------ | ------------------ | ------------------ | ------------------ | ------------------ |
| 1857               | 1869               | 1880               | 1890               | 1900               | 1910               | 1921               | 1931               | 1948               | 1953               | 1961               | 1971               | 1981               | 1991               | 2001               | 2011               |
| 565                | 517                | 578                | 647                | 798                | 957                | 1.036              | 1.417              | 1.480              | 1.498              | 1.412              | 1.341              | 1.052              | 888                | 887                | 757                |

## Nevezetességei
- Keresztelő Szent János tiszteletére szentelt római katolikus plébániatemploma[4] a település közepén áll, árkádokkal erősített fal övezi. A templom építése 1756-ban kezdődött. egyhajós, négyszög alaprajzú épület, szűkebb négyszögletes szentéllyel, melyhez északról sekrestye csatlakozik. A hajó déli oldalán mellékbejárat található egy kisebb előtérrel. A harangtorony a nyugati oldalon levő főbejárat felett magasodik. A szentély belső része barokk keresztboltozatos. A főoltárt 1778-ban készítették. A templom a térség egyik legjelentősebb barokk műemléke.

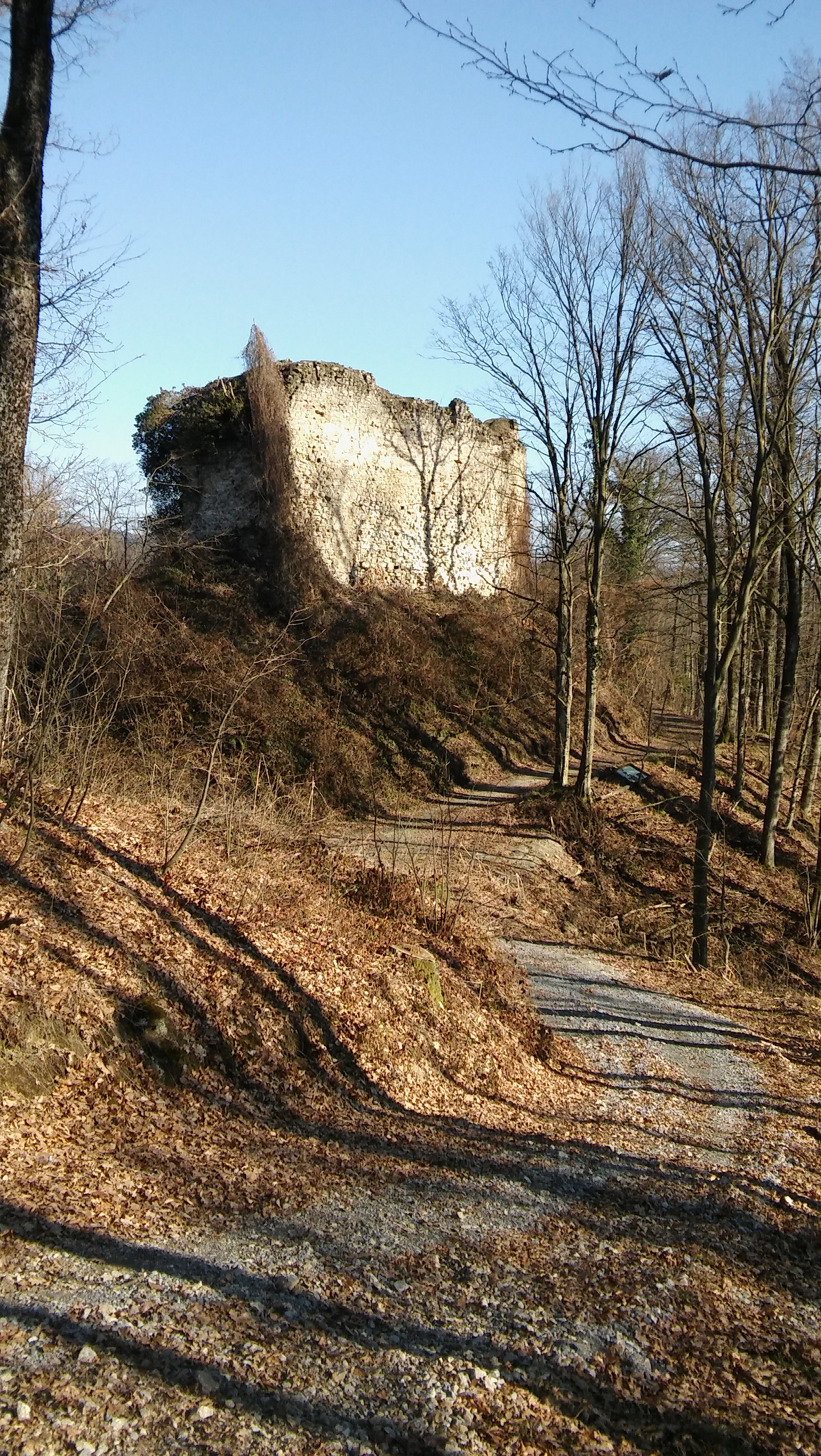
Szarvaskő várának romjai

- A Gornja Jelenska és Katoličko Selišće közötti útról egy erdei úton majd egy onnan vezető erdei ösvényen közelíthető meg, Jelengrad, azaz Szarvaskő vára. Bár a várat a 13. században építették, írásos forrás Csupor György adománylevele csak 1460-ban említi először „Zarwaskw” alakban. A Csupor család birtoka volt, majd kihalásuk után 1493-ban II. Ulászló király Erdődy Bakócz Tamásnak adta. Ezután az Erdődyeké volt, de 1545-ben elfoglalta a török. Ezután elhagyatva pusztulásnak indult. Régészeti feltárása 2012-ben kezdődött, ekkor tisztították meg a területet a buja növényzettől. Az elnyújtott téglalap alaprajzú maradványok a Jelenska-patak felett, egy nyugat-keleti irányú hosszúkás platón találhatók. A falak ma is több méter magasan állnak.